# طوني عاد
طوني عاد (3 يوليو 1971) ممثل ومدبلج لبناني.

## مشواره المهني
تخرج من معهد الفنون الجميلة عام 1996 بدايته كانت مع فرقة كركلا الاستعراضة لسنوات عديدة وقدم معها العديد من المسرحيات توجه بعدها للتمثيل وقدم عملا في الكتابة والإخراج بعنوان أبطال وحرامية وله مساهمات في كتابة الإسكتشات الكوميدية التي تقدّمها زوجته 

### حياته الأسرية
متزوج من الممثلة أنطوانيت عقيقي

## أعماله

### في التلفزيون
- (2022): الزوجة الأولى
- (2021): راحو
- (2021): خرزة زرقا
- 2020:لو ما التقينا
- 2020:غربة
- 2019:الكاتب
- 2019:ثواني
- 2019:غربة
- 2018:شير شات
- 2018:كارما
- 2017:أول نظرة
- 2017:جوري
- 2017:وين كنتي 2
- 2017:صمت الحب
- 2016:وين كنتي
- 2011:الشحرورة
- 2011:جنى العمر
- 2007:حواء في التاريخ
- 2007: أوتيل الافراح - شاهين[4]
- 2003: صور ضائعة
- 2001:البحث عن صلاح الدين

### في المسرح
- (2002):الفا ليلة وليلة
- (2001): شمس وقمر

### في الدبلجة العربية
- عالم غامبول المدهش - ريتشارد(الصوت الأول)،بانانا جو
- كامب لازلو - راج(الصوت الثاني)
- فيلم النحلة - لايتون مونتغمري،قائد فرسان اللقاح،فيكتور،لاري كينغ،الطيار

## روابط خارجية
- طوني عاد على موقع IMDb (الإنجليزية)
- طوني عاد على موقع قاعدة بيانات الأفلام العربية